# Король-Великий Князь
Король-Великий Князь — монарший титул, який носили три суверени з дому Оранських-Нассау, що правили Люксембургом і Нідерландами на умовах особистої унії між 1815 і 1890 роками. Відповідно до неї, монархи мали титули Короля Нідерландів і Великого князя Люксембургу. Хоча титул «короля-великого князя» не був закріплений юридично, він використовувався в законодавчих та офіційних документах Князівства Люксембург протягом відповідного періоду.

## Історія
Трьома королями-великими князями були:
- Вільгельм I (15 березня 1815 – 7 жовтня 1840)
- Вільгельм II (7 жовтня 1840 – 17 березня 1849)
- Вільгельм III (17 березня 1849 – 23 листопада 1890).

Відповідно до Нассауського родинного пакту 1783 року, всі «німецькі» землі королівства Нідерландів, включаючи Велике Князівство Люксембург, мали успадковуватися за салічним законом , тоді як "ненімецькі землі" міг успадкувати й нащадок жіночої статі. 
Коли єдина дитина короля Віллема III Вільгельміна успадкувала голландську корону, після смерті батька, вона була позбавлена права успадкувати корону Люксембурзького герцогства. Таким чином, князівство очолив найближчий родич по чоловічій лінії, колишній князь Нассау Адольф I. 
Отже, титули розділилися 1890 року, завершивши період правління королів-великих князів.